# اسعد مفلح داغر
اسعد مفلح داغر (۱۸۸۶-۱۹۵۸) ادیب و روزنامه‌نگار لبنانی بود.

## زندگی
زادهٔ تنورین در ۱۸۸۶ بود. در بیروت درس خواند. در سوریه روزنامه‌ای به نام العُقاب نشر کرد. سپس برای الاهرام کار کرد. رئیس ادارهٔ روزنامه‌نگاری اتحادیه عرب شد.

## آثار
- تمدن عرب (حضارة العرب)
- انقلاب عرب (ثورة العرب)
- یادداشت‌های بر حاشیهٔ مسئلهٔ عربی (مذکراتی علی هامش القضیة العربیة)